# Alto Bairro
Alto Bairro ist ein Dokumentarfilm des portugiesischen Regisseurs Rui Simões aus dem Jahr 2014. Aus Anlass des 500. Geburtstages des Lissabonner Bairro Alto betrachtet der Film Geschichte und Gegenwart des Viertels anhand von heutigen und historischen Aufnahmen, anhand der Aussagen von Bewohnern und Besuchern, und anhand einer halbfiktionalen Geschichte, die in Spielszenen die vergangene Atmosphäre des Viertels rekonstruiert.

## Inhalt
Einwohner und mit dem Viertel verbundene Händler, Angestellte, Schüler und Kulturschaffende teilen ihre Erinnerungen und heutige Erfahrungen. Die wenigen verbliebenen Handwerker und Druckereien /   Printmedienschaffende, aber auch die letzten ehemaligen Puffmütter berichten vom früheren Charakter des Viertels, von den sozialen und wirtschaftlichen Verhältnissen und den vielen Kuriositäten. Sie erzählen von der ruhigen Nachbarschaft, aber auch von den Belastungen durch die nächtlichen Besucherströme, von den Kultur- und Bildungsangeboten, aber auch von verfallenden Gebäuden und sozialen Veränderungen, die die Zusammensetzung der vertrauten Nachbarschaft langsam verschieben. Ehemalige Schauspieler und Handwerker, junge Schüler und alte Fadosängerinnen kommen zu Wort, Polizisten auf Streife warnen vor Taschendieben, junge internationale Touristen trinken und tanzen nachts in Bars, Familien werden am Tag in ihrem Alltag im Viertel begleitet, Modeschöpfer und Designer im Bairro Alto loben die Kreativität und Diversität des Viertels, und nachbarschaftliche Vereine für Musik, Sport und vor allem die Tanzgruppen der Marchas Populares werden bei ihren Proben gezeigt.
Daneben wird in Spielszenen die Geschichte des jungen João erzählt, der sich in einem lange vergangenen Bairro Alto des Jahres 1950 in eines der vielen in Privatwohnungen versteckten Bordelle traut.

## Rezeption
Nach einer Vorpremiere am 15. Dezember 2014 im Lissabonner Cinema Ideal feierte Alto Bairro seinen Kinostart am 18. Juni 2015. Er war danach bei den Prémios Sophia-Filmpreisen für einen Preis als Bester Dokumentarfilm nominiert.
Der Film erschien 2014 mit umfangreichem Bonusmaterial als DVD bei Real Ficção.